# Bejuma
Bejuma é um município da Venezuela localizado no estado de Carabobo.
A capital do município é a cidade de Bejuma.